# Murarka powojówka
Murarka powojówka, murarka makowa (Hoplitis papaveris) – gatunek pszczoły samotnej z rodziny miesierkowatych (Megachilidae).

## Charakterystyka
Gatunek letni, w Europie Środkowej rzadko spotykany, lata od czerwca do sierpnia. Nie jest wyspecjalizowany pokarmowo, samica zbiera pyłek z różnych gatunków roślin, chociaż wykazuje preferencje względem astrowatych, powoju polnego i dzwonków.

## Budowa gniazda
Gatunek ten gniazduje w ziemi. Samica, kopiąc gniazdo, wynosi piasek na odległość około metra od niego. Wnętrze gniazda wykłada płatkami kwiatów. Chętnie używa do tego celu maku (stąd jej nazwa naukowa i jedna ze zwyczajowych nazw polskich), ale może wykorzystywać również inne gatunki, takie jak ślazy, pięciorniki, posłonki, bodziszki, żmijowiec, chabry, powój polny i inne. Samo gniazdo jest bardzo płytkie, ma zaledwie kilka centymetrów (według różnych źródeł 3-4 do 5-7) długości i zawiera zazwyczaj tylko jedną komórkę gniazdową (zawierającą porcję pyłku i jedno jajo, a później rozwijającą się larwę). Po ukończeniu budowy gniazdo jest zamykane płatkami kwiatu i przysypywane ziemią.